# سید عباس صفوی کوهساره
سید عباس صفوی کوهساره (زاده ۱۳۳۵ اردبیل) نماینده دوره دوم مجلس شورای اسلامی از حوزه انتخابیه فومن بود.